# Lesné diely
Lesné diely jsou chráněný areál v bratislavském katastrálním území Karlova Ves v okrese Bratislava IV v Bratislavském kraji. Území bylo vyhlášeno v roce 2001 a jeho rozloha je 0,53 hektaru. Předmětem ochrany je lokalita výskytu chráněných druhů rostlin, zejména listnatce jazykovitého (Ruscus hypoglossum).